# Proacina
Proacina es una parroquia española del concejo de Proaza, perteneciente a la comunidad autónoma de Asturias.

## Historia
Hacia mediados del siglo XIX, la parroquia, por entonces perteneciente a Santo Adriano, tenía contabilizada una población de 200 habitantes. Aparece descrita en el decimotercer volumen del Diccionario geográfico-estadístico-histórico de España y sus posesiones de Ultramar de Pascual Madoz con las siguientes palabras:

PROACINA (San Juan): felig. en la prov., dióc. y part. jud. de Oviedo (3 leg.), ayunt. de Sto. Adriano (3/4). sit. en terreno pendiente y peñascoso; clima templado y sano: vientos mas frecuentes S. y E. Tiene 46 casas en el l. de su nombre y cas. de las Mazas. La igl. parr. (San Juan) es aneja de al de San Pedro de Caranga. Confina el térm. N. Proaza; E. Tameza; S. Caranga, y O. Villamejin. El terreno es de mediana calidad. Atraviesan por esta parr. dos caminos, uno que va á Sograndio y el otro á Oviedo. prod.: trigo, maiz, habas, arvejos, patatas, castañas, avellanas, cebada y lino; hay ganado vacuno y lanar; caza de perdices y algunos lobos. ind.: la agrícola y molinos harineros. pobl.: 50 vec., 200 alm. contr.: con su ayuntamiento (V.).
(Madoz, 1849, p. 224)

En la actualidad, pertenece al municipio de Proaza. En 2023, tenía empadronados veintisiete habitantes.